# Vine Grove
Vine Grove és una població dels Estats Units a l'estat de Kentucky. Segons el cens del 2000 tenia 4.169 habitants.

## Demografia
Segons el cens del 2000, Vine Grove tenia 4.169 habitants, 1.619 habitatges, i 1.160 famílies. La densitat de població era de 273,3 habitants/km².
Dels 1.619 habitatges en un 37,4% hi vivien nens de menys de 18 anys, en un 55,9% hi vivien parelles casades, en un 12,2% dones solteres, i en un 28,3% no eren unitats familiars. En el 24,3% dels habitatges hi vivien persones soles el 10,7% de les quals corresponia a persones de 65 anys o més que vivien soles. El nombre mitjà de persones vivint en cada habitatge era de 2,57 i el nombre mitjà de persones que vivien en cada família era de 3,07.
Per edats la població es repartia de la següent manera: un 27,6% tenia menys de 18 anys, un 7,5% entre 18 i 24, un 30,3% entre 25 i 44, un 23,1% de 45 a 60 i un 11,6% 65 anys o més.
L'edat mediana era de 37 anys. Per cada 100 dones de 18 o més anys hi havia 87,2 homes.
La renda mediana per habitatge era de 38.581 $ i la renda mediana per família de 43.875 $. Els homes tenien una renda mediana de 31.266 $ mentre que les dones 24.634 $. La renda per capita de la població era de 17.465 $. Entorn del 6,7% de les famílies i el 10,2% de la població estaven per davall del llindar de pobresa.

## Poblacions més properes
El següent diagrama mostra les poblacions més properes.